# Laksefjord
Il Laksefjord (in lingua norvegese: Laksefjorden; in lingua sami settentrionale: Lágesvuotna), è un fiordo situato interamente nel territorio del comune di Lebesby, nella contea di Finnmark, la più settentrionale della Norvegia.

## Etimologia
Il nome Laksefjord in lingua norvegese significa fiordo del salmone, ma si ritiene che l'etimologia derivi in realtà dalla parola in lingua sami settentrionale Lágesvuotna. In questa lingua la parola láges indica una zona piatta o una pianura, mentre vuotna significa fiordo, indicando così un fiordo piatto. Il riferimento è probabilmente alla vicina zona pianeggiante ai piedi delle montagne.

## Descrizione
Con una lunghezza di 72 km, è il terzo fiordo più lungo della contea dopo il Porsangerfjord e il Varangerfjord.
Il fiordo è situato in un'area scarsamente popolata, in cui ci sono pochi piccoli insediamenti che comprendono Veidnes (30 abitanti) sulla sponda ovest, i villaggi di Dyfjord, Bekkarfjord, Lebesby, Ifjord e la frazione di Brenngam sulla sponda est, mentre Kunes si trova in fondo al fiordo.
Il fiordo è delimitato a ovest dalla penisola di Sværholt e a est dalla penisola di Nordkinn. A ovest della penisola di Sværholt si apre il Porsangerfjord orientato in direzione sud, mentre il Tanafjorden si trova sul lato est della penisola di Nordkinn.
La profondità massima è di 327 metri, misurati nei pressi dello sbocco del fiordo nel Mare di Barents.

## Diramazioni
Il Laksfjord presenta molte diramazioni, specialmente sul lato est. Sul lato ovest si trova l'unico braccio del fiordo, il Lille-Porsangen. Sul lato est, andando da nord a sud si incontrano Dyfjord, Kifjord, Eidsfjord, Mårøyfjord, Store Torskefjord, Lille Torskefjord, Bekkarfjord, Ifjord con Friarfjord, Landersfjord, Adamsfjorden e nella parte più interna Storfjord.

## Isole
Ci sono diverse isole nel fiordo. La più grande è Brattholmen, mentre Mårøya è la seconda in ordine di grandezza. Altre isole sono Kartøya, Store Bratholmen, Langholmen, Skjåholmen, Rypøya e Bonøya.

## Accessibilità
La strada provinciale 888 corre sulla sponda meridionale e orientale del fiordo, mentre la strada 98 corre sul lato est fino a Ifjord. Quando la strada provinciale 888 è chiusa a causa delle tempeste, c'è un traghetto da Kalak a Kifjorden.